# Luís Delfino
Luís Delfino dos Santos (Desterro, 25 de agosto de 1834 - Río de Janeiro, 31 de enero de 1910) fue un médico, político y poeta brasileño. Es considerado el segundo poeta más importante de Santa Catarina, apenas superado por Cruz e Sousa.

## Vida
Hijo de Tomás dos Santos y de Delfina Vitorina dos Santos. Casado con Maria Carolina Puga Garcia dos Santos, consorcio del cual nacieron, entre otros Tomás Delfino dos Santos. Hermano de José Delfino dos Santos.
Vivió en su ciudad natal hasta los dieciséis años de edad. Luego, se mudó a Río de Janeiro, donde se liecnció en Medicina en la Facultad de Medicina de Río de Janeiro en 1857.

## Carrera
No publicó ningún libro en vida, lo que hizo que su obra quedase perdida. Su poesía de rima y métrica perfecta, era publciada frecuentemente en la mayoría de periódicos y revistas de la época, lo que le hizo conocido y querido como poeta. Fue elegido por sus colegas escritores "Príncipe de los poetas brasileños" en 1898. También fue llamado "El Víctor Hugo brasileño".
Su obra es inmensa —escribió más de cinco mil poemas— y fue publicada en catorce libros, por su hijo, Tomás Delfino dos Santos, entre 1926 y 1943.
Su poesía va desde el romanticismo al parnasianismo, a través del simbolismo. La perfección de la rima en la métrica le da cadencia a la obra de Luís Delfino. El amor a la mujer era su tema preferido.
Se conoce su colaboración en el semanario Branco e Negro (1896 - 1898)
Es patrono de la Academia Santoamarense de Letras.
Fue senador por Santa Catarina en el inicio de la República Velha.

## Nombre
En cuanto a la ortografía de su nombre, a pesar de la forma preferida y más ampliamente utilizada en la actualidad es "Luís" (con S, todos sus trabajos como senador fueron firmados como "Luíz" (con Z), por lo que ambas grafías pueden ser consideradas correctas.